# Canción protesta
La canción de protesta (también llamada canción socialo canción de autor) es el nombre con que se conoce al género musical de las décadas de 1960 y 1970 en España y América Latina, la cual se caracterizaba en fungir como medio de difusión para incitar a la lucha, al desarrollo de la conciencia y a la resistencia social, cuyo origen nacía de las problemáticas políticas y sociales de cada país. 

## Inicios
Algunos autores mencionan que en Estados Unidos desde la década de los 30 existieron diversos géneros musicales como el jazz, el rock and roll, el folk, el country y hasta el blues que  sirvieron como antecedentes para la conformación de la canción de protesta en América Latina y otros países. Estas composiciones eran hechas especialmente por los obreros en donde se relataban especialmente los abusos y las explotaciones laborales que sufrían. Sin embargo, la canción de protesta como tal, nace en la década de los '50 y se desarrolla mas intensamente en la de los '60s y '70s en  países diferentes, mayormente de la América Latina y en España.

## Estados Unidos
En Estados Unidos, el país enfrentaba diferentes problemáticas políticas y sociales como: La "purga comunista de 1946 a 1956", el cual se refiere al suceso iniciado por el senador Joseph McCarthy llamado macartismo; la guerra de Corea; la Crisis de los misiles en Cuba que dejó a Estados Unidos como principal agresor, y el movimiento hippie. Debido a esto es que comienza a surgir el género musical de Rock and Roll y folk music, en este último con artistas como Joan Báez, Bárbara Dane y Bob Dylan, con la finalidad de crear una crítica al sistema político de este país.  
Asimismo es importante mencionar la influencia en las canciones de protesta, de los grupos de luchadores sociales negros en Estados Unidos, ya que ellos enfrentaban entre muchas cosas más, discriminación racial y violencia de parte del estado y de las mayorías raciales blancas. Es por ello que deciden crear movimientos y luchas para tratar de disminuir las "diferencias" entre las etnias y así mismo, tratar de aumentar su participación en la sociedad en igualdad de condiciones, así como el tratar de validar sus propios derechos.   
Esta lucha estuvo muy caracterizada por las canciones de protesta en donde se impregnaban sus necesidades y frustraciones, pero también impulsaban su sentimiento de resistencia. 

## España
La canción de protesta en España fue particular, aunque guarda más relación con la canción francesa y latinoamericana que con la estadounidense. Sus precursores, desde los últimos '50 y primeros '60, son Chicho Sánchez Ferlosio, con canciones muy comprometidas; Paco Ibáñez, en Francia, quien puso música a los poetas españoles de todas las épocas; Raimon, en Valencia, el primero en musicalizar a poetas catalanes, o Mikel Laboa, cantando en euskera. En algunos casos se reunieron en movimientos colectivos, como es el caso de Els Setze Jutges y la Nova Cançó en Cataluña; Ez Dok Amairu, en el País Vasco; Voces Ceibes, en Galicia, o el Manifiesto Canción del Sur, en Andalucía, con Carlos Cano como miembro más destacado.
Dejando al lado excepciones como Pau Riba o Sisa -que abogaban por una música más progresiva-, estuvo ligada al activismo antifranquista, a la denuncia de la situación de los colectivos más desfavorecidos (campesinos, obreros, emigrantes), a la reivindicación cultural popular, al rescate de poetas prohibidos por el régimen de Franco, así como a poetas regionales, y, dependiendo de la región, al rescate de lenguas y dialectos soterrados por el régimen bajo la idea de la España única. Grupos a destacar son Los Sabandeños, Fuxan os Ventos y Nuevo Mester de Juglaría y, en cuanto a cantautores, ejemplos como Carlos Cano, Luis Eduardo Aute, Elisa Serna, Mikel Laboa, Imanol, Hilario Camacho y Labordeta.
Más afrancesados son Paco Ibáñez, Lluís Llach, Pi de la Serra, Joan Manuel Serrat y Patxi Andión, este último también está ligado con la música tradicional regional del país. También los hay que optaron por el estilo estadounidense (Jaume Arnella) o el rock contemporáneo (Riba) e incluso el jazz (Lluís Llach) o la salsa (Caco Senante). También, los autores de canción satírica, como Pi de la Serra, Javier Krahe o los grupos desde Santurce a Bilbao Blues Band y La Trinca. 
Según autores surgieron tres variaciones musicales importantes por su contenido ideológico, estas fueron la Nova Cançó catalana, la Nueva Canción Castellana y finalmente la Canción del Pueblo, la cual aumentó su influencia exponencialmente cuando fue conocida por los universitarios y obreros.En el Estado español, la canción protesta fue eclipsada por la Movida Madrileña y por sus componentes apolíticos y nihilistas. Dicho fenómeno contracultural contó con artistas que acabaron deviniendo en figuras claves de la oligarquía cultural.

## América Latina
La canción latinoamericana desde la década de 1970 fue asociada a movimientos políticos que buscaban promover la ideología socialista, el antiimperialismo y la formación de nuevos valores en la sociedad, como la creación de un Hombre Nuevo. Además, los intérpretes de este género buscaron difundir la cultura y los valores nacionales de sus respectivos países.
En América Latina, las décadas de los años 1960, 1970 1980 y 1990 fueron también la época de mayor auge de la canción de protesta, con artistas en todo el continente:
- En Argentina como Nacha Guevara, Mercedes Sosa, Atahualpa Yupanqui, León Gieco, Jorge Cafrune, Piero De Benedictis, Pedro y Pablo, Gian Franco Pagliaro, Facundo Cabral, Manuel Monestel, Marilina Ross, Enanitos Verdes, Abel Pintos, José Larralde, V8 o -más reciente- Ignacio Copani.

- En Bolivia, varios solistas y grupos representantes de este estilo de canción, entre ellos Benjo Cruz,  Luis Rico, Jenny Cárdenas, Nilo Soruco, Manuel Monroy Chazarreta (El Papirri), Savia Nueva, Canto Popular y entre los más recientes el dúo Negro y Blanco, Entre 2 Aguas y Raúl Ybarnegaray.

- En Chile surgió el movimiento de la Nueva Canción Chilena, con Víctor Jara, Violeta Parra, Isabel Parra, Ángel Parra, Inti Illimani, Los Prisioneros, Quilapayún y Sol y Lluvia, entre otros.

- En Colombia, los artistas Ana y Jaime, Pablus Gallinazus, Norman y Darío, José y Darío, Angelita, los aguas ardientes, entre otros. Estos movimientos de canción de protesta tendrían una influencia decisiva en algunos de los intérpretes de España.

- En Cuba, Carlos Puebla, Pablo Milanés y Silvio Rodríguez harán canción de corte propagandístico de la Revolución Cubana,  que se erigía como un estandarte de esperanza, libertad y lucha antiimperialista anhelada y admirada por los grupos de izquierda que proliferaban con rapidez en los países latinoamericanos.[6]

- En Nicaragua a finales de los años 1960 y durante las décadas de 1970 y 1980, los hermanos Carlos Mejía Godoy y Luis Enrique Mejía Godoy, el grupo Pancasán, Pablo Martínez Téllez y el Dúo Guardabarranco (Salvador y Katia Cardenal) harán lo mismo con la Revolución Sandinista. Aunque estos últimos también abarcaron a profundidad temas medioambientales y de defensa de los animales.
- En México Judith Reyes estuvo presente en los movimientos sociales que precedieron al movimiento estudiantil del 68 que enarboló como uno de los puntos; "Presos políticos libertad", "Libertad para Valentín Campa, Demetrio Vallejo", libertad a los participantes de los movimientos de los cincuentas magisterial, médico y ferrocarrilero, entre otros. Amparo Ochoa, José De Molina, León Chávez Teixeiro, Oscar Chávez, Los Nakos, Mastuerzo, Guillermo Briseño, On´ta, Los Folkloristas, Liga de músicos y artistas revolucionarios, Disquera Pentagrama, Gabino Palomares, Joaquín Berruecos, "Rockdrigo" González, Cecilia Toussaint, Eugenia León entre otros.

- En Guatemala, Tito Medina y Kin-Lalat, desde la clandestinidad y en giras internacionales se identifican públicamente con los sectores revolucionarios alzados y la Unidad Revolucionaria Nacional Guatemalteca, en tanto que la Estudiantina de la Universidad de San Carlos, el Círculo de Cantautores, Canto General, mantienen una línea más discreta que les permita mantener los espacios públicos.  En El Salvador, Yolocamba I Ta, Banda Tepehuani, Cutumay Camones cantan abiertamente por el FMLN.

- En Uruguay, también el famoso canto popular, con Alfredo Zitarrosa, Daniel Viglietti, Aníbal Sampayo, Tabare Etcheverry, Numa Moraes, Los Olimareños, José Luis Guerra, José Carbajal, Quintín Cabrera, Los Zucará y Pablo Estramín, entre otros.

- En Puerto Rico, la mayoría de los cantautores se dedicaban a criticar y a promulgar el disgusto que había en la isla con el gobierno de los Estados Unidos. Esta música fue ligada en esta época a los grupos y partidos que favorecian de la independencia de Puerto Rico. La canción protesta en este país fue influida por cantautores cubanos, españoles y estadounidenses, entre otros. Uno de los precursores de la canción protesta en Puerto Rico es Noel Hernández, un músico autodidacta que con su voz y guitarra en mano, logró expresar su disgusto y dolor por la situación colonial que se vive en la isla. Algunas de sus composiciones son: Guerrillero guerrillero y Cinco hermanos presos. En las décadas siguientes, la canción protesta se convirtió un método para expresar el sentir de la juventud en contra del sistema en el que viven, pero no hay la persecución política que había en la década de los 70.[9]

- En la historia de Estados Unidos, hubo un momento de fuerte agitación social y política, resultado de varios problemas sin resolver que se acumularon desde la década anterior. Entre estos, se destaca la purga comunista entre 1946 y 1956 y la ansiedad generalizada que generó. La guerra de Corea, ocurrida entre 1950 y 1953, intensificó las tensiones durante la Guerra Fría. A esto se sumó la lucha por los Derechos Civiles, desencadenando disturbios y conflictos entre la población. La Crisis de los misiles de Cuba, en 1962, reafirmó la posición de Estados Unidos como una potencia influyente y agresiva en el hemisferio occidental. En medio de este panorama, surgió el movimiento contracultural de los hippies, quienes abogaban por la paz, condenaban la guerra de Vietnam y mostraban solidaridad hacia grupos marginados y discriminados. El rock n‘ roll emergió como una forma de expresión desafiante, dando lugar a una nueva corriente musical que cuestionaba el sistema político y la posición de Estados Unidos en el ámbito internacional. Simultáneamente, la música folk se desarrolló con un contenido político más moderado, atrayendo a participantes y creadores que estaban medianamente comprometidos con actividades políticas. En este contexto, figuras como Pete Seeger, Joan Báez, Bárbara Dane y los primeros años de Bob Dylan se destacaron dentro de este movimiento.[6]

En ocasiones, algunos de estos cantantes estaban ligados a partidos políticos, llegaron a asumir casi el papel de "cantante oficial" del partido;[¿según quién?] tal es el caso de Alí Primera (ligado al Partido Comunista de Venezuela) o Víctor Jara (ligado al Partido Comunista de Chile).